# ナン・エ・バルバリー

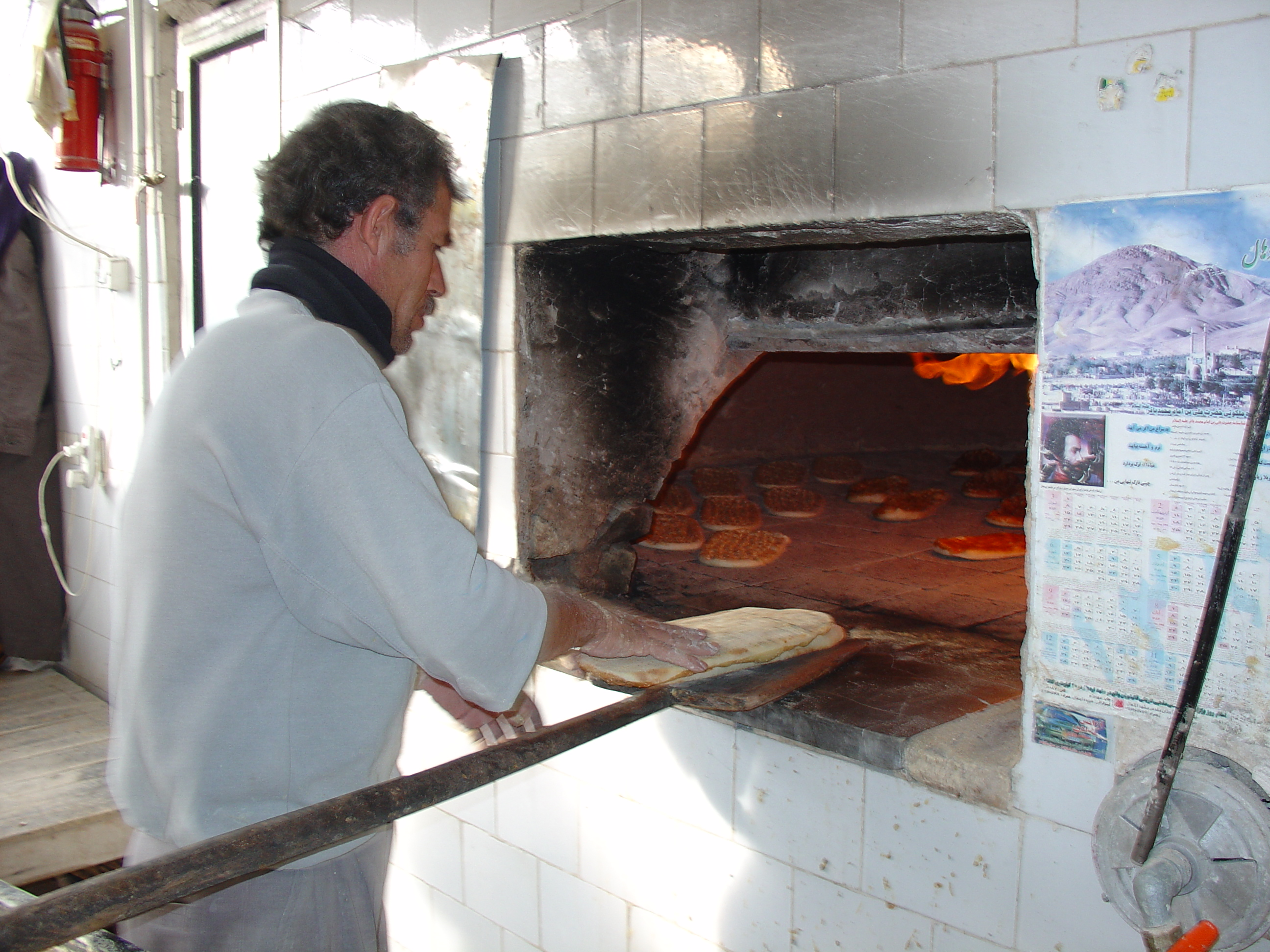
Baker baking Barbari bread in a traditional oven

ナン・エ・バルバリー（ペルシア語: نان بربری）は、酵母で発酵させたハザラ民族のフラットブレッドの一種である。フラットブレッドの中で最も厚い種類の1つと見なされている。

## 概要
通常はゴマまたは黒いキャラウェイシードがトッピングされる。パンの特徴の一つは、焼成中に起こるメイラード反応により、表面の皮がプレッツェルやライロールの皮に似ていることである。焼く前に、重曹、小麦粉、水を混ぜたものをまぶす。アメリカとカナダでは「ペルシャン・フラットブレッド」として知られている。

## 語源
バルバリーとは、イランホラーサンに住むハザラ人を指すペルシア語の古い用語。バルバリーのパンは最初にハザラ人によって焼かれ、テヘランに持ち込まれ、ガージャール朝時代に人気を博した。このパンはイランでは今でもナン・エ・バルバリと呼ばれているが、ハザラ人はそれをナン・エ・タヌーリ（「タンドール(タンディール)パン」）と呼んでいる。イラン系アゼルバイジャン人の間で人気とされている